# Fringillidae (Sibley)
Famille
Sous-familles de rang inférieur
- Fringillinae
- Carduelinae
- Drepanidinae
- Parulinae
- Cardinalinae
- Thraupinae
- Emberizinae
- Icterinae

Dans la classification de Sibley et Monroe, la famille des Fringillidés (Fringillidae) comprend près de deux-cent-cinquante genres et environ mille espèces.
Elle inclut les familles « traditionnelles » suivantes :
- Les Fringillidés avec la sous-famille des Fringillinés (les 3 espèces de pinsons) et la sous-famille des Carduélinés (142 espèces de serins, chardonnerets, linotte, verdier, gros-bec, etc.).
- Les Drépanididés parfois rattachés à la famille ci-dessus (31 espèces de Drépanis d'Hawaii).
- Les Parulidés (126 espèces de parulines ou « fauvettes » du nouveau monde).
- Les Cardinalidés (47 espèces de cardinaux).
- Les Thraupidés (246 espèces de tangaras, organistes et sucriers)
- Les Embérizidés (284 espèces de bruants)
- Les Ictéridés (104 espèces de troupiales et cassiques)

## Liste alphabétique des genres
- Acanthidops Ridgway, 1882
- Agelaius Vieillot, 1816 — Carouges
- Aimophila Swainson, 1837
- Amaurospiza Cabanis, 1861
- Amblycercus Cabanis, 1851
- Amblyramphus Leach, 1814
- Ammodramus Swainson, 1827 — Bruants
- Ammospiza
- Amphispiza Coues, 1874
- Anisognathus Reichenbach, 1850
- Arremon Vieillot, 1816
- Arremonops Ridgway, 1896
- Atlapetes Wagler, 1831
- Bangsia Penard, 1919
- Basileuterus Cabanis, 1849
- Buarremon Bonaparte, 1850
- Buthraupis Cabanis, 1850
- Cacicus Lacepede, 1799
- Calamospiza Bonaparte, 1838 — Bruants
- Calcarius Bechstein, 1802 — Bruants
- Callacanthis Bonaparte, 1850
- Calochaetes Sclater, 1879
- Calyptophilus Cory, 1884
- Camarhynchus Gould, 1837 — Géospizes
- Cardellina Bonaparte, 1850
- Cardinalis Bonaparte, 1838 — Cardinals
- Carduelis Brisson, 1760 — Verdiers et Chardonnerets
- Carpodacus Kaup, 1829 — Roselins
- Caryothraustes Reichenbach, 1850
- Catamblyrhynchus Lafresnaye, 1842
- Catamenia Bonaparte, 1850
- Catharopeza Sclater, 1880
- Certhidea Gould, 1837
- Charitospiza Oberholser, 1905
- Chaunoproctus Bonaparte, 1850
- Chloridops Wilson, 1888
- Chlorochrysa Bonaparte, 1851
- Chlorophanes Reichenbach, 1853
- Chlorophonia Bonaparte, 1851
- Chlorornis Reichenbach, 1850
- Chlorospingus Cabanis, 1851
- Chlorothraupis Salvin & Godman, 1883
- Chlorura
- Chondestes Swainson, 1827
- Chrysothlypis Berlepsch, 1912
- Ciridops Newton, 1892
- Cissopis Vieillot, 1816
- Cnemoscopus Bangs & Penard, 1919
- Coccothraustes Brisson, 1760 — Gros-becs
- Coereba Vieillot, 1809
- Compsothraupis Richmond, 1915
- Conirostrum d'Orbigny & Lafresnaye, 1838
- Conothraupis Sclater, 1880
- Coryphaspiza Gray, 1840
- Coryphospingus Cabanis, 1851
- Creurgops Sclater, 1858
- Curaeus Sclater, 1862
- Cyanerpes Oberholser, 1899
- Cyanicterus Bonaparte, 1850
- Cyanocompsa Cabanis, 1861
- Cyanoloxia Bonaparte, 1850
- Cypsnagra Lesson, 1831
- Dacnis Cuvier, 1816
- Delothraupis Sclater, 1886
- Dendroica Gray, 1842 — Parulines
- Diglossa Wagler, 1832
- Diglossopis Sclater, 1856
- Diuca Reichenbach, 1850
- Dives Deppe, 1830
- Dolichonyx Swainson, 1827
- Dolospingus Elliot, 1871
- Donacospiza Cabanis, 1851
- Drepanis Temminck, 1820
- Dubusia Bonaparte, 1850
- Dysmorodrepanis Perkins, 1919
- Emberiza Linnaeus, 1758 — Bruants
- Emberizoides Temminck, 1822
- Embernagra Lesson, 1831
- Eophona Gould, 1851
- Ergaticus Baird, 1865
- Erythrina
- Eucometis Sclater, 1856
- Euneornis Fitzinger, 1856
- Euphagus Cassin, 1867
- Euphonia Desmarest, 1806
- Euthlypis Cabanis, 1850
- Fringilla Linnaeus, 1758 — Pinsons
- Geospiza Gould, 1837 — Géospizes
- Geothlypis Cabanis, 1847
- Gnorimopsar Richmond, 1908
- Granatellus Bonaparte, 1850
- Gubernatrix Lesson, 1837
- Guiraca Swainson, 1827
- Gymnomystax Reichenbach, 1850
- Gymnostinops Sclater, 1886
- Habia Blyth, 1840
- Haematospiza Blyth, 1845
- Haplospiza Cabanis, 1851
- Helmitheros Rafinesque, 1819
- Hemignathus Lichtenstein, 1839
- Hemispingus Cabanis, 1851
- Hemithraupis Cabanis, 1850
- Hesperiphona Bonaparte, 1850
- Heterospingus Ridgway, 1898
- Himatione Cabanis, 1850
- Hypopyrrhus Bonaparte, 1850
- Icteria Vieillot, 1807 — Parulines
- Icterus Brisson, 1760 — Orioles
- Idiopsar Cassin, 1867
- Incaspiza Ridgway, 1898
- Iridophanes Ridgway, 1901
- Iridosornis Lesson, 1844
- Junco Wagler, 1831
- Lampropsar Cabanis, 1847
- Lamprospiza Cabanis, 1847
- Lanio Vieillot, 1816
- Latoucheornis Bangs, 1931
- Leucopeza Sclater, 1877
- Leucosticte Swainson, 1832
- Limnothlypis Stone, 1914
- Linurgus Reichenbach, 1850
- Lophospingus Cabanis, 1878
- Loxia Linnaeus, 1758 — Bec-croisés
- Loxigilla Lesson, 1831
- Loxioides Oustalet, 1877
- Loxipasser Bryant, 1866
- Loxops Cabanis, 1847
- Lysurus Ridgway, 1898
- Macroagelaius Cassin, 1866
- Melamprosops Casey & Jacobi, 1974
- Melanodera Bonaparte, 1850
- Melanospiza Ridgway, 1897
- Melophus Swainson, 1837
- Melopyrrha Bonaparte, 1853
- Melospiza Baird, 1858
- Melozone Reichenbach, 1850
- Microligea Cory, 1884
- Miliaria Brehm, 1831
- Mitrospingus Ridgway, 1898
- Mniotilta Vieillot, 1816
- Molothrus Swainson, 1832
- Mycerobas Cabanis, 1847
- Myioborus Baird, 1865
- Nemosia Vieillot, 1816
- Neospiza Salvadori, 1903
- Neothraupis Hellmayr, 1936
- Nephelornis Lowery & Tallman, 1976
- Nesopsar Sclater, 1859
- Nesospingus Sclater, 1885
- Nesospiza Cabanis, 1873
- Ocyalus Waterhouse, 1841
- Oporornis Baird, 1858
- Orchesticus Cabanis, 1851
- Oreomanes Sclater, 1860
- Oreomystis Stejneger, 1903
- Oreopsar Sclater, 1939
- Oreothraupis Sclater, 1856
- Oriturus Bonaparte, 1850
- Orthogonys Strickland, 1844
- Oryzoborus Cabanis, 1851
- Palmeria Rothschild, 1893
- Parkerthraustes Remsen, 1997
- Paroaria Bonaparte, 1832
- Paroreomyza Perkins, 1901
- Parula Bonaparte, 1838
- Passerculus Bonaparte, 1838
- Passerella Swainson, 1837
- Passerina Vieillot, 1816
- Periporphyrus Reichenbach, 1850
- Peucedramus Henshaw, 1875
- Pezopetes Cabanis, 1861
- Phaenicophilus Strickland, 1851
- Pheucticus Reichenbach, 1850
- Phrygilus Cabanis, 1844
- Piezorhina Lafresnaye, 1843
- Pinaroloxias Sharpe, 1885
- Pinicola Vieillot, 1807
- Pipilo Vieillot, 1816
- Pipraeidea Swainson, 1827
- Piranga Vieillot, 1807 — Tangaras
- Plectrophenax Stejneger, 1882 — Bruants
- Pooecetes Baird, 1858
- Poospiza Cabanis, 1847
- Porphyrospiza Sclater & Salvin, 1873
- Protonotaria Baird, 1858
- Psarocolius Wagler, 1827
- Pselliophorus Ridgway, 1898
- Pseudodacnis Sclater, 1886
- Pseudoleistes Sclater, 1862
- Pseudonestor Rothschild, 1893
- Psittirostra Temminck, 1820
- Pyrrhocoma Cabanis, 1851
- Pyrrhoplectes Hodgson, 1844
- Pyrrhula Brisson, 1760 — Bouvreuils
- Pyrrhuloxia
- Quiscalus Vieillot, 1816 — Quiscales
- Ramphocelus Desmarest, 1805
- Rhodacanthis Rothschild, 1892
- Rhodinocichla Hartlaub, 1853
- Rhodopechys Cabanis, 1851
- Rhodospingus Sharpe, 1888
- Rhodothraupis Ridgway, 1898
- Rhynchostruthus Sclater & Hartlaub, 1881
- Rowettia Lowe, 1923
- Saltator Vieillot, 1816
- Saltatricula Burmeister, 1861
- Scaphidura Swainson, 1837
- Schistochlamys Reichenbach, 1850
- Seiurus Swainson, 1827 — Parulines
- Sericossypha Lesson, 1844
- Serinus Koch, 1816 — Serins
- Setophaga Swainson, 1827
- Sicalis Boie, 1828
- Spindalis Jardine & Selby, 1837
- Spiza Bonaparte, 1824
- Spizella Bonaparte, 1832
- Sporophila Cabanis, 1844
- Stephanophorus Strickland, 1841
- Sturnella Vieillot, 1816
- Tachyphonus Vieillot, 1816
- Tangara Brisson, 1760 — Tangaras et Callistes
- Telespiza Wilson, 1890
- Teretistris Cabanis, 1855
- Tersina Vieillot, 1819
- Thlypopsis Cabanis, 1851
- Thraupis Boie, 1826 — Tangaras
- Tiaris Swainson, 1827
- Torreornis Barbour & Peters, 1927
- Trichothraupis Cabanis, 1850
- Uragus Keyserling & Blasius, 1840
- Urocynchramus Przewalski, 1876
- Urothraupis Taczanowski & Berlepsch, 1885
- Vermivora Swainson, 1827 — Parulines
- Vestiaria Jarocki, 1821
- Volatinia Reichenbach, 1850
- Wetmorethraupis Lowery & O'Neill, 1964
- Wilsonia Bonaparte, 1838
- Xanthocephalus Bonaparte, 1850
- Xenodacnis Cabanis, 1873
- Xenoligea Bond, 1967
- Xenospingus Cabanis, 1867
- Xenospiza Bangs, 1931
- Zeledonia Ridgway, 1889
- Zonotrichia Swainson, 1832